# Masta–TeVe Blad–Concorde

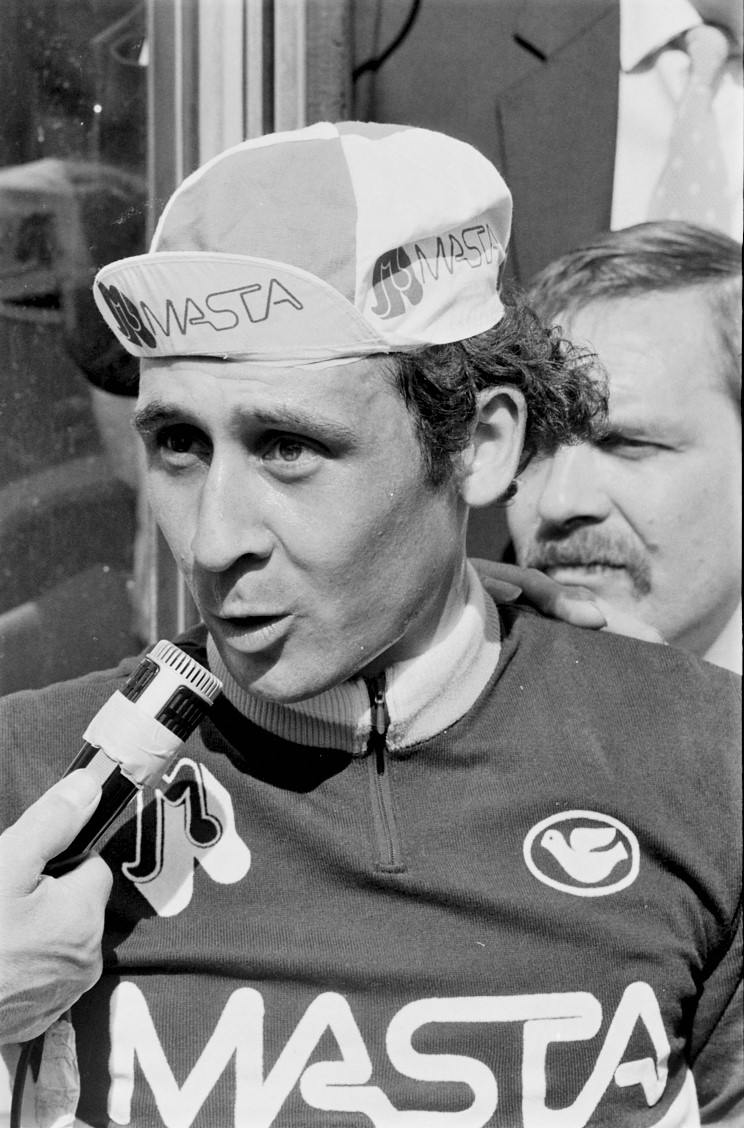
Marc Renier im Teamtrikot 1981

Masta–TeVe Blad–Concorde, Masta–Puch–Marc Zeepcentrale, Masta–Immo H. Peeters–B.B.S. oder Masta–Cornelo war ein belgisches professionelles Radsportteam, das von 1983 bis 1988 bestand.

## Geschichte
Das Team wurde 1980 unter der Leitung von Arthur Van De Vijver gegründet. In der ersten Saison wurden ein vierter Platz bei Le Samyn, ein fünfter Platz bei Polder-Kempen und ein elfter Platz bei der Belgien-Rundfahrt erwirkt. 1981 konnten die ersten Siege erzielt und weitere Platzierungen mit Platz 2 beim Grand Prix de Wallonie, Platz 3 beim Heistse Pijl sowie neunte Plätze bei der Ronde van Limburg und den Drei Tage von De Panne erreicht werden. 1982 wurden unter anderem zweite Plätze bei Polder-Kempen und dem Kampioenschap van Vlaanderen und Platz 4 bei Grote Prijs Raymond Impanis erwirkt. 1983 kam mit dem zweimaligen Weltmeister Freddy Maertens ein namhafter Fahrername ins Team gleichwohl konnte dieser keine großen Ergebnisse, außer Platz 7 beim Grand Prix Pino Cerami, erzielen. Weitere Ergebnisse waren 1983 Platz 2 beim Scheldeprijs, Platz 4 bei der Druivenkoers und Platz 8 bei der Ronde van Limburg. Nach der Saison 1983 wurde das Team aufgelöst. Das Sponsoring wurde bis 1985 weitergeführt und einzelne Fahrer, wie 1985 zwei Fahrern, unterstützt.

## Erfolge
1981
- Gullegem Koerse
- Textielprijs Vichte[5]

1982
- Scheldeprijs
- GP Frans Melckenbeeck
- Omloop van het Waasland
- GP Dr. Eugeen Roggeman
- Grote Prijs Stad Vilvoorde

1983
- Omloop van de Westhoek
- Grote Prijs Stad Vilvoorde
- GP du Printemps

## Bekannte ehemalige Fahrer
- Albert Van Vlierberghe (1980)
- Freddy Maertens (1983)